# Программа военных продаж США
Программа военных продаж США (The Foreign Military Sales, FMS) — форма помощи в сфере безопасности, осуществляемая по Закону о контроле за экспортом оружия (the Arms Export Control Act) и являющаяся фундаментальным инструментом внешней политики США.
Согласно статье 3 Закона, США могут продавать оборонные изделия и услуги зарубежным странам и международным организациям с официального одобрения президента страны, который считает, что это укрепит безопасность США и будет способствовать миру во всем мире. Предоставление помощи происходит на основе межправительственного соглашения правительства США и иностранного правительства, называемого письмом о предложении и принятии (Letter of Offer and Acceptance).
Страны-реципиенты определяет госсекретарь США, надзор за реализацией программы ведет министр обороны. Программа финансируется за счет правительства США или стран, участвующих в ней. Непосредственным координатором помощи является Агентство по сотрудничеству в области оборонной безопасности Министерства обороны США.

## Законодательство и институции
Систему оказания военной помощи зарубежным странам начали формировать в США с началом «холодной войны». Первыми адресатами «доктрины Трумэна» стали Греция и Турция (в объеме 400 млн долл.) по соответствующему закону 1947 г.(Assistance to Greece and Turkey Act of 1947).
В 1949 году был принят Закон о взаимной военной помощи, вслед за подписанием Североатлантического договора. Запущенная этим документом Программа взаимопомощи (Mutual Assistance Program) по сути стала Программой военной помощи (Military Assistance Program — MAP), предполагавшей не предоставление амуниции с отсрочкой платежа (ленд-лиз), а безвозмездные для получателей поставки в различных формах (военная техника и запчасти, техническая и позднее технологическая помощь в изготовлении продукции в странах-партнерах). В их число вошли члены НАТО, Греция, Турция, Иран, Республика Корея и Филиппины.
В 1951 г. Конгресс принял Закон о коллективной безопасности, согласно которому в Администрации президента США (Executive Office of the President) было создано Агентство коллективной безопасности (Mutual Security Agency), которое стало оказывать помощь в обеспечении не только военной, но и внутренней безопасности.
Администрация президента Эйзенхауэра в 1953 г. учредила Управление зарубежных операций (Foreign Operations Administration) в непосредственном подчинении главы государства.
В 1954 г. был обновлен Закон о коллективной безопасности, ставший зонтичным для 14 других документов, регулировавших предоставления военной помощи. Этим законом было введено предоставление странам-партнерам кредитов, сначала сроком на 3 года, на закупку американского оружия.
В 1955 г. Д. Эйзенхауэр поручил разработку программ военной помощи госсекретарю своим специальным указом, а Конгресс учредил в Госдепартаменте Управление международного сотрудничества (International Cooperation Administration), руководство которым было поручено в 1958 году новому должностному лицу — заместителю госсекретаря по экономическим вопросам. Таким образом, военная помощь стала рассматриваться как «важный инструмент внешней политики США», чтобы «облегчить достижение фундаментальных политических целей, определенных президентом США при помощи Совета национальной безопасности».
При Дж. Кеннеди Закон о внешней помощи 1961 г. закрепил за Госдепартаментом ведущую роль в планировании военной помощи и оговорил её направления: непосредственно военную помощь, программы военного образования и обучения, безвозмездную передачу излишков продукции военного назначения (excess defense articles) и внеочередные безвозмездные поставки американских вооружений и военной техники со складов в чрезвычайных обстоятельствах (drawdowns). Отдельная статья закона запрещала предоставление помощи странам, где зафиксированы нарушения прав человека, хотя президенту предоставили право обойти этот запрет в «чрезвычайных обстоятельствах».
В 1966 г., во время войны во Вьетнаме, по инициативе президента Джонсона и на основании очередного Закона об ассигнованиях на национальную оборону, был учрежден Military Assistance Service Fund (MASF) для предоставления безвозмездной помощи Южному Вьетнаму, Лаосу, Таиланду, Филиппинам и Южной Корее за счет военного бюджета США. С 1966 по 1975 г. на эти цели было израсходовано вдвое больше средств, чем на военную помощь всем другим странам.
В 1968 году законодательство США пополнил Закон о военных поставках в зарубежные страны, позволивший учредить Программу военных продаж, обеспечившую финансирование на покупку иностранными государствами американского вооружения и оборудования, оплату консультационных услуг по статье «Военная помощь зарубежным странам» («Foreign Military Financing») при условии, что это соответствует внешнеполитическим интересам США, а оружие используется «для обеспечения внутренней безопасности, самообороны и участия в миротворческих миссиях ООН». Несмотря на законодательный запрет оказывать помощь военным диктаторским режимам, уже сразу после принятия США вложили десятки миллионов долларов в организацию военного переворота в Чили, а затем в поддержку хунты Пиночета.
Президент Р. Никсон в ответ на неудачи США во Вьетнаме сделал акцент на оборонной самодостаточности союзных и дружественных государств, заменив безвозмездную помощь грантами на продажу оружия. В это время стал применяться новый термин — «помощь в области безопасности» (security assistance), а координация такой помощи была в августе 1971 г. поручена Агентству по сотрудничеству в области оборонной безопасности Министерства обороны (Defense Security Assistance Agency).
В президентуру Дж. Форда Конгресс стремился ограничить поставки оружия, которые достигли беспрецедентных масштабов с 1966 по 1976 г., когда США по экспорту оружия обогнал все остальные страны, вместе взятые. Обновленный Закон о помощи зарубежным странам в области безопасности и контроле над экспортом вооружений (International Security Assistance and Arms Export Control Act of 1976) наложил запрет на гранты по поставке оружия и поставки странам, допускающим «систематические нарушения международно признанных прав человека» (прежде всего в Латинской Америке).
Экспорт оружия из США существенно упал при президенте Дж. Картере, а соответствующий закон был исправлен в 1979 г.
Р. Рейган заклеймил демократов за «унизительную нерешительность» и «чрезмерный страх перед коммунизмом», сделав военную помощь одним из стержневых инструментов в противостоянии с Советским Союзом. Объем ассигнований на эти цели снова был увеличен. В 1982 г. для формирования оперативного резерва оружия был создан Специальный фонд закупок продукции военного назначения (Special Defense Acquisition Fund), финансирование которого было приостановлено после распада СССР, в 1995 г. Также в этот период стали расширяться полномочия Минобороны, которое получило право открывать программы вне рамок Законов 1961 и 1976 гг. Законодательно это можно было оформить отдельными положениями в ежегодных Законах об ассигнованиях на национальную оборону или поправками в Своде законов США, в раздел 10 — «Вооруженные силы».